# Kobalt
A kobalt (régi magyar nevén: kékleny vagy kobany, latinul: Cobaltum) a periódusos rendszer kémiai eleme, az átmenetifémek közé soroljuk. Kemény, csillogó, ezüstszürke. Rendszáma 27, vegyjele Co. A 4. periódusban, a VIII. B mellékcsoportban található. Megtalálható különböző ércekben, a nagy ellenállóképességű, mágneses ötvözetek fontos alkotóeleme. Vegyületeit általában tintákhoz, festékekhez és lakkokhoz használják fel.
A kobalt név a német Kobold (hegyi manó) szóból származik. Korábban ugyanis kobalt ásványokból akartak rezet, ezüstöt, ónt nyerni, és a sikertelenséget a gonosz manóknak tulajdonították.

## Általános jellemzői

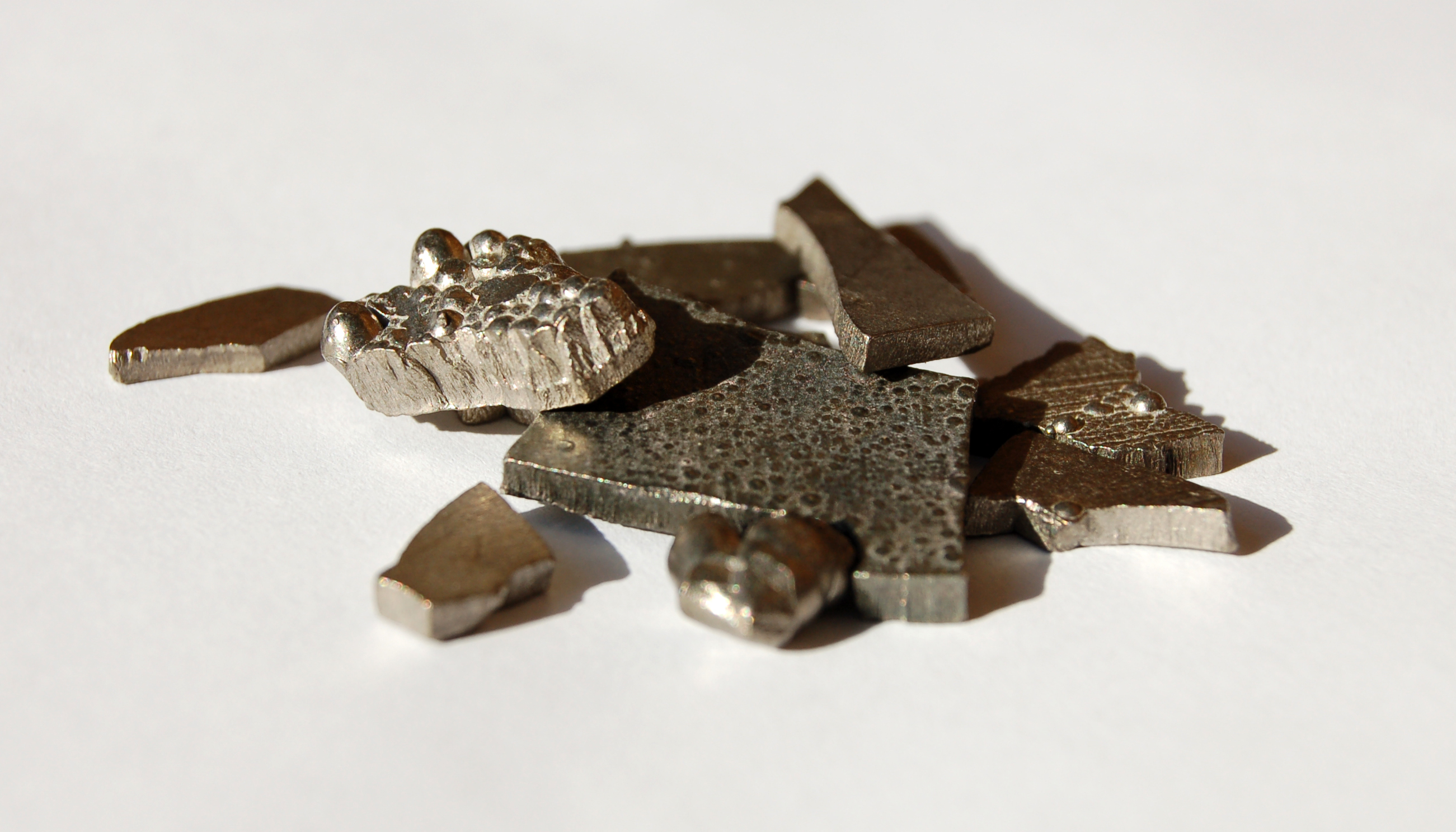
Kobalt minta

A kobalt elemi állapotában szürkés-ezüstös színű és mágneses. Azonban nem fordul elő a természetben elemi állapotban, legtöbbször vegyületeiben található meg. Kis mennyiségben sziklákban, termőföldben, vízben, növényekben és állatokban is előfordul. Curie-pontja 1388 K 1,6-1,7 Bohr-magneton per atommal. Sűrűn a nikkellel társul, mindkettő jellemző eleme a vasmeteoritoknak. Az emlősöknek szükségük van kis mennyiségű kobaltra, mivel a kobalt a B12-vitamin alapja.
Vegyületei jellegzetesen bíborvörös színűek vizes közegben, illetve kristályvizes sókként. Szerves vegyületei, vagy vízmentesített sói viszont kék színűek – ez a sajátságos tulajdonság a kobalt azonosítására is felhasználható.

## Kémiai reakciói

### Reakciói levegőn
Szobahőmérsékleten stabil a felületén kialakult védő oxidréteg miatt. Fölös mennyiségű oxigénben hevítés hatására Co3O4, kevés oxigén hatására CoO keletkezik, nitrogénnel közvetlenül nem reagál.
{\displaystyle \mathrm {3\ Co+2\ O_{2}\rightarrow \ Co_{3}O_{4}} \,\!}

### Reakciója vízzel
Vízzel csak vörösizzás hőmérsékletén reagál, CoO keletkezik:
{\displaystyle \mathrm {\ Co+H_{2}O\rightarrow \ CoO+H_{2}} \,\!}

### Reakciója halogénekkel
A fluor a hármas oxidációs számú CoF3-dá oxidálja, a többi halogén csak dihalogeniddé:
{\displaystyle \mathrm {2\ Co+3\ F_{2}\rightarrow 2\ CoF_{3}} \,\!}
{\displaystyle \mathrm {Co+Cl_{2}\rightarrow CoCl_{2}} \,\!}
{\displaystyle \mathrm {Co+Br_{2}\rightarrow CoBr_{2}} \,\!}
Értelmezés sikertelen (SVG (a MathML egy böngészőkiegészítővel engedélyezhető): Érvénytelen válasz („Math extension cannot connect to Restbase.”) a(z) http://localhost:6011/hu.wikipedia.org/v1/ szervertől:): {\displaystyle \mathrm{Co + I_2 \rightarrow CoI_2}\,\!}

### Reakciója savakkal
Híg savak a kobaltot hidrogénfejlődés kíséretében jól oldják, tömény salétromsav azonban passziválja, és ezt az állapotát jobban megtartja, mint a nikkel vagy a vas: 
{\displaystyle \mathrm {Co+2\ HCl\rightarrow CoCl_{2}+H_{2}} \,\!}
{\displaystyle \mathrm {Co+H_{2}SO_{4}\rightarrow CoSO_{4}+H_{2}} \,\!}

### Kobalt(II)-ion reakciói
A kobalt(II)-sók vizes oldata rózsaszínű, ami a [Co(H2O)6]2+ akvakomplexnek köszönhető: 
{\displaystyle \mathrm {Co^{2+}+6\ H_{2}O\rightarrow [Co(H_{2}O)_{6}]^{2+}} \,\!}
Kloridionok jelenlétében az oldat mély kék színt ölt, ugyanis a klorokomplexe stabilabb:
{\displaystyle \mathrm {[Co(H_{2}O)_{6}]^{2+}+4\ Cl^{-}\rightarrow [CoCl_{4}]^{2-}+6\ H_{2}O} \,\!}
Kén-hidrogén kobalt(II) semleges oldatából sötét színű zavarosodás alakjában kobalt(II)-szulfidot választ le. Ez a leválasztás teljessé tehető nátrium-acetáttal tompított oldatban, melegítéssel. Ammónium-szulfiddal szintén teljesen leválasztható. A kapott csapadék nem oldódik sem híg ecetsavban, sem híg sósavban, a királyvíz azonban kénkiválás mellett oldja (tartós hevítésre a kén kénsavvá oxidálódik és az oldat kitisztul):
{\displaystyle \mathrm {Co^{2+}+S^{2-}\rightarrow CoS} \,\!}
{\displaystyle \mathrm {Co^{2+}+(NH_{4})_{2}S\rightarrow CoS+2\ NH_{4}^{+}} \,\!}
{\displaystyle \mathrm {CoS+2\ Cl\rightarrow CoCl_{2}+S} \,\!}
Kobalt(II)-klorid oldatából a nátrium-hidroxid először kék színű bázisos kobalt(II)-kloridot választ le, mely a reagens feleslegével állás közben vagy melegítésre rózsaszínű kobalt(II)-hidroxiddá alakul. A keletkező kobalt(II)-hidroxid levegőn állva barna kobalt(III)-hidroxiddá oxidálódik:
{\displaystyle \mathrm {CoCl_{2}+OH^{-}\rightarrow Co(OH)Cl+Cl^{-}} \,\!}
{\displaystyle \mathrm {Co(OH)Cl+OH^{-}\rightarrow Co(OH)_{2}+Cl^{-}} \,\!}
{\displaystyle \mathrm {2\ Co(OH)_{2}+O+H_{2}O\rightarrow 2\ Co(OH)_{3}} \,\!}
Kobalt(II)ionokból kálium-cianid vörösbarna kobalt(II)-cianid csapadékot választ le, mely cianidfeleslegben oldódik:
{\displaystyle \mathrm {Co^{2+}+2\ CN^{-}\rightarrow Co(CN)_{2}} \,\!}
{\displaystyle \mathrm {Co(CN)_{2}+4\ CN^{-}\rightarrow [Co(CN)_{6}]^{4-}} \,\!}
Karbonátionok hatására kék színű bázikus kobalt(II)-karbonát válik le, mely nem oldódik karbonátfeleslegben: 
{\displaystyle \mathrm {2\ Co^{2+}+2\ CO_{3}^{2-}+H_{2}O\rightarrow CoCO_{3}\centerdot Co(OH)_{2}} +CO_{2}\,\!}

## Izotópjai
A természetben előforduló kobalt monoizotóp, az egyetlen stabil izotóppal, az 59Co -tal. Azonban 22 radioaktív izotópját ismerjük. A legstabilabb a 60Co 5,2714 éves, a 57Co 271,79 napos, a 56Co 77,27 napos és a 58Co 70,86 napos felezési idővel. A többi izotópjának felezési ideje kevesebb 18 óránál, azonban ezekből a legtöbbnek még 1 másodpercnél is kevesebb.
A kobaltizotópok atomtömege 50 ATE/u-től (50Co) 73-ig (73Co) terjed.

## Előfordulása
| Ország                          | Kitermelés | Tartalékok |
| ------------------------------- | ---------- | ---------- |
| Kongói Demokratikus Köztársaság | 64000      | 3500000    |
| Oroszország                     | 5600       | 250000     |
| Ausztrália                      | 5000       | 1200000    |
| Kanada                          | 4300       | 250000     |
| Kuba                            | 4200       | 500000     |
| Fülöp-szigetek                  | 4000       | 280000     |
| Madagaszkár                     | 3800       | 150000     |
| Pápua Új-Guinea                 | 3200       | 51000      |
| Zambia                          | 2900       | 270000     |
| Új-Kaledónia                    | 2800       | -          |
| Dél-afrikai Köztársaság         | 2500       | 29000      |
| Marokkó                         | 1500       |            |
| USA                             | 650        | 23000      |
| Egyéb országok                  | 5900       | 560000     |
| Összesen                        | 110000     | 7100000    |

## Előállítása
Aluminontermikus úton redukálják:
{\displaystyle \mathrm {3\ Co_{3}O_{4}+8\ Al\rightarrow 9\ Co+4\ Al_{2}O_{3}} \,\!}

## Felhasználása
- Ötvözetek
  - Szuperötvözetként, gázturbinás repülők hajtóműveinek részeként
  - Rozsdásodásálló ötvözetként
  - Gyorsacélokhoz
  - Karbidként
- Mágnesek, mágnesháttértárak
  - Al-Ni-Co mágnesként
  - Szamárium-kobalt mágnesként
- Katalizátorként
- Galvanizációban (nem oxidálódik)
- Szárító közegként festékekhez, lakkokhoz, tintákhoz
- Alapozó festésként porcelánlakkokhoz
- Színezékként (kobaltkék, kobaltzöld)
- Lítiumion-akkumulátor elektródájaként
- Acélövezetű gumiabroncsoknál